# سوسن‌تبارها
سوسن‌تبارها (نام علمی: Lilieae) نام یک تبار از زیرخانواده سوسن‌واران است.